# Salas de los Infantes (Gerichtsbezirk)
Der Gerichtsbezirk Salas de los Infantes ist einer der sieben Gerichtsbezirke in der Provinz Burgos.
Der Bezirk umfasst 48 Gemeinden auf einer Fläche von 1.728,65 km² mit dem Hauptquartier in Salas de los Infantes.

## Gemeinden
| Gemeinde                             | Einwohner (2024) | Fläche km² | Dichte Einw./km² | Cod INE | Postleitzahl |
| ------------------------------------ | ---------------- | ---------- | ---------------- | ------- | ------------ |
| Arauzo de Miel                       | 274              | 57,10      | 5                | 09020   | 09451        |
| Arauzo de Salce                      | 46               | 18,50      | 2                | 09021   | 09451        |
| Arauzo de Torre                      | 61               | 13,59      | 4                | 09022   | 09451        |
| Barbadillo de Herreros               | 104              | 64,16      | 2                | 09037   | 09615        |
| Barbadillo del Mercado               | 134              | 15,19      | 9                | 09038   | 09613        |
| Barbadillo del Pez                   | 66               | 20,76      | 3                | 09039   | 09614        |
| Cabezón de la Sierra                 | 36               | 19,83      | 2                | 09062   | 09612        |
| Campolara                            | 48               | 13,24      | 4                | 09066   | 09650        |
| Canicosa de la Sierra                | 424              | 29,53      | 14               | 09067   | 09692        |
| Carazo                               | 39               | 24,03      | 2                | 09070   | 09611        |
| Cascajares de la Sierra              | 27               | 6,81       | 4                | 09078   | 09640        |
| Castrillo de la Reina                | 158              | 14,45      | 11               | 09084   | 09691        |
| Contreras                            | 87               | 38,12      | 2                | 09110   | 09613        |
| Espinosa de Cervera                  | 85               | 29,62      | 3                | 09122   | 09610        |
| La Gallega                           | 39               | 17,35      | 2                | 09144   | 09612        |
| Hacinas                              | 149              | 7,90       | 19               | 09154   | 09611        |
| Hontoria del Pinar                   | 610              | 80,84      | 8                | 09163   | 09660        |
| Hortigüela                           | 107              | 20,66      | 5                | 09169   | 09640        |
| Huerta de Arriba                     | 128              | 33,18      | 4                | 09173   | 09614        |
| Huerta de Rey                        | 881              | 97,81      | 9                | 09174   | 09430        |
| Jaramillo de la Fuente               | 47               | 21,56      | 2                | 09183   | 09640        |
| Jaramillo Quemado                    | 10               | 17,45      | 1                | 09184   | 09640        |
| Jurisdicción de Lara                 | 41               | 25,04      | 2                | 09191   | 09650        |
| Mambrillas de Lara                   | 56               | 34,03      | 2                | 09200   | 09640        |
| Mamolar                              | 28               | 18,32      | 2                | 09201   | 09612        |
| Monasterio de la Sierra              | 40               | 5,89       | 7                | 09223   | 09613        |
| Moncalvillo                          | 76               | 26,76      | 3                | 09225   | 09691        |
| Monterrubio de la Demanda            | 56               | 15,11      | 4                | 09226   | 09615        |
| Neila                                | 119              | 68,59      | 2                | 09232   | 09679        |
| Palacios de la Sierra                | 675              | 70,40      | 10               | 09246   | 09680        |
| Pinilla de los Barruecos             | 98               | 32,52      | 3                | 09268   | 09612        |
| Pinilla de los Moros                 | 33               | 11,01      | 3                | 09269   | 09613        |
| Quintanar de la Sierra               | 1.513            | 59,90      | 25               | 09289   | 09670        |
| Rabanera del Pinar                   | 99               | 33,24      | 3                | 09302   | 09660        |
| Regumiel de la Sierra                | 301              | 20,67      | 15               | 09309   | 09693        |
| La Revilla y Ahedo                   | 101              | 15,29      | 7                | 09312   | 09613        |
| Riocavado de la Sierra               | 55               | 43,32      | 1                | 09318   | 09615        |
| Salas de los Infantes                | 1.984            | 31,32      | 63               | 09330   | 09600        |
| San Millán de Lara                   | 61               | 33,62      | 2                | 09340   | 09640        |
| Santo Domingo de Silos               | 247              | 78,91      | 3                | 09358   | 09610        |
| Tinieblas de la Sierra               | 23               | 29,38      | 1                | 09381   | 09649        |
| Torrelara                            | 32               | 12,51      | 3                | 09388   | 09645        |
| Valle de Valdelaguna                 | 191              | 92,66      | 2                | 09414   | 09614        |
| Villaespasa                          | 22               | 19,49      | 1                | 09430   | 09650        |
| Villanueva de Carazo                 | 27               | 7,38       | 4                | 09450   | 09611        |
| Villoruebo                           | 63               | 25,75      | 2                | 09476   | 09640        |
| Vilviestre del Pinar                 | 504              | 33,90      | 15               | 09425   | 09690        |
| Vizcaínos                            | 40               | 11,48      | 3                | 09478   | 09613        |
| Gerichtsbezirk Salas de los Infantes | 10.045           | 1.728,65   | 6                | –       | –            |

Auf dem Gebiet des Gerichtsbezirks befinden sich noch die folgenden 27 gemeindefreien Gebiete (Comunidades) auf einer Gesamtfläche von 210,48 km²:
| Comunidad | Fläche    |
| --- | --------- |
| Cabeza Alta: | 3,91 km²  |
| Comunero de Revenga:                                                                                            | 4,46 km²  |
| Comunidad de Arauzo de Miel y Huerta del Rey:                                                                   | 5,87 km²  |
| Comunidad de Barbadillo de Herreros y Vallejimeno:                                                              | 0,26 km²  |
| Comunidad de Barbadillo del Mercado, Hacinas, La Revilla y Ahedo y Villanueva de Carazo:                        | 1,57 km²  |
| Comunidad de Barbadillo del Mercado, Hacinas, La Revilla y Ahedo, Salas de los Infantes y Villanueva de Carazo: | 2,33 km²  |
| Comunidad de Barbadillo del Mercado, La Revilla y Ahedo y Cascajares de la Sierra:                              | 2,51 km²  |
| Comunidad de Barbadillo del Mercado, La Revilla y Ahedo y Pinilla de los Moros:                                 | 14,38 km² |
| Comunidad de Barbadillo del Pez y Jaramillo de la Fuente:                                                       | 11,64 km² |
| Comunidad de Barbadillo del Pez y Riocavado de la Sierra:                                                       | 2,53 km²  |
| Comunidad de Canicosa de la Sierra y Casarejos:                                                                 | 0,28 km²  |
| Comunidad de Fuente Carazo:                                                                                     | 1,76 km²  |
| Comunidad de Gete y Hacinas:                                                                                    | 1,00 km²  |
| Comunidad de Hontoria del Pinar y Palacios de la Sierra:                                                        | 1,28 km²  |
| Comunidad de Hortigüela, Mambrillas de Lara, Jurisdicción de Lara y Campolara:                                  | 8,33 km²  |
| Comunidad de Quintanar de la Sierra y Vilviestre del Pinar:                                                     | 0,67 km²  |
| Comunidad de Quintanarraya y Espeja de San Marcelino:                                                           | 0,90 km²  |
| Comunidad de Tinieblas de la Sierra y San Millán de Lara:                                                       | 1,97 km²  |
| Comunidad de Vilviestre del Pinar y Palacios de la Sierra:                                                      | 2,91 km²  |
| Comunidad de Vizcaínos y Jaramillo de la Fuente:                                                                | 2,30 km²  |
| Dehesa de San Felices:                                                                                          | 0,39 km²  |
| Ledanía de Barbadillo del Mercado, La Revilla, Salas de los Infantes y Villanueva de Carazo:                    | 0,56 km²  |
| Ledanía de Castrillo de la Reina, Hacinas y Salas de los Infantes:                                              | 91,98 km² |
| Ledanía de Castrillo de la Reina, Hacinas, Monasterio de la Sierra y Castrovido:                                | 36,03 km² |
| Ledanía de Hacinas y Salas de los Infantes:                                                                     | 9,08 km²  |
| Ledanía de Hacinas, Salas de los Infantes y Villanueva de Carazo:                                               | 0,54 km²  |
| Soncarazo: | 1,04 km²  |